# The Holmes Brothers

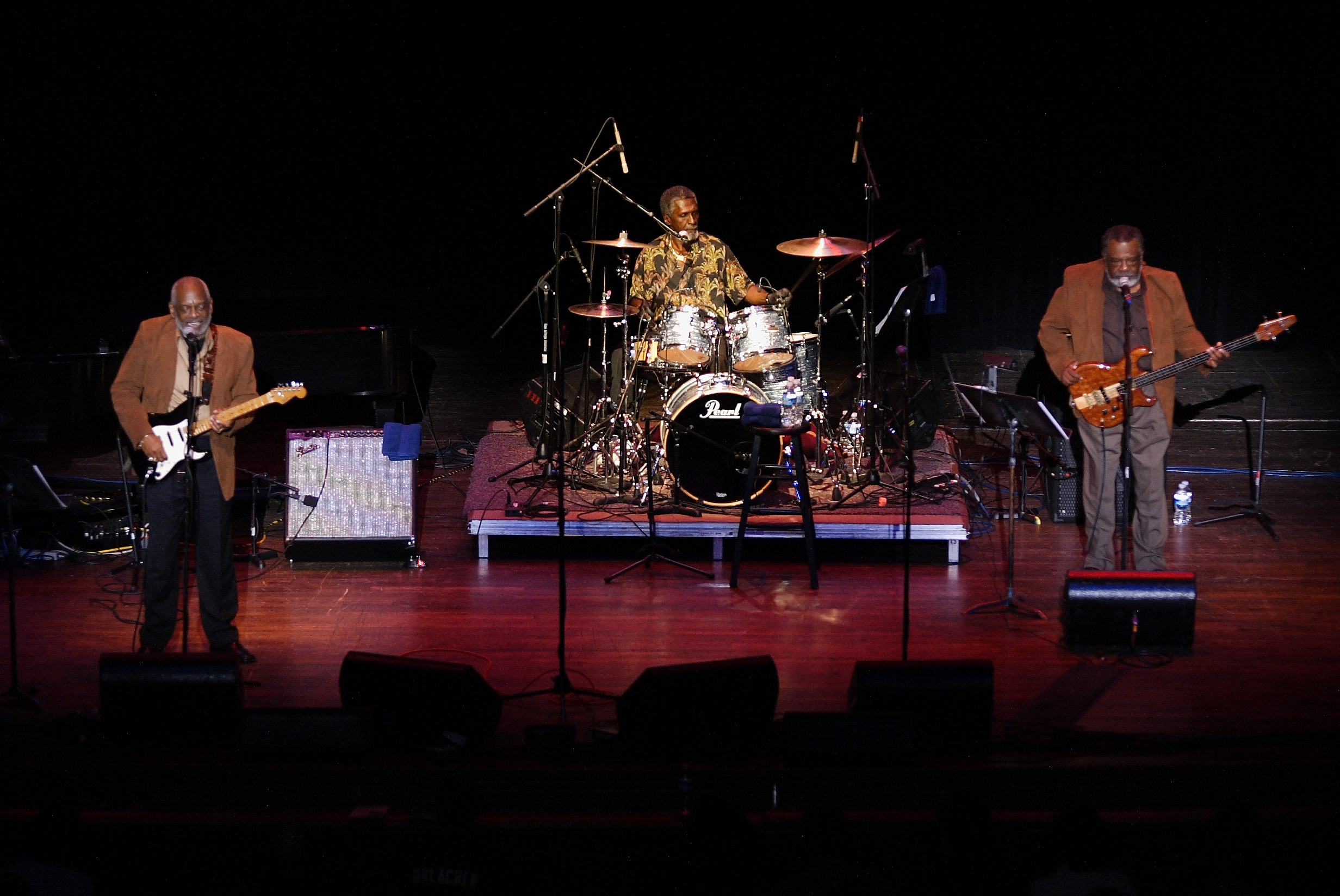
The Holmes Brothers à The Grand, Wilmington, Delaware, en 2009.

The Holmes Brothers  est un groupe de musique gospel, blues et soul américain.

## Présentation du groupe
Originaire de Christchurch, dans la Virginie, le groupe est ensuite basé à New York. Il comprend Wendell Holmes (guitare), Sherman Holmes (basse), Popsy Dixon (batterie). Le groupe est signé chez le label Alligator Records depuis 2001.

## Discographie
- 1990 : In the Spirit (Rounder)
- 1991 : Where It's At (Rounder)
- 1992 : Jubilation (Real World)

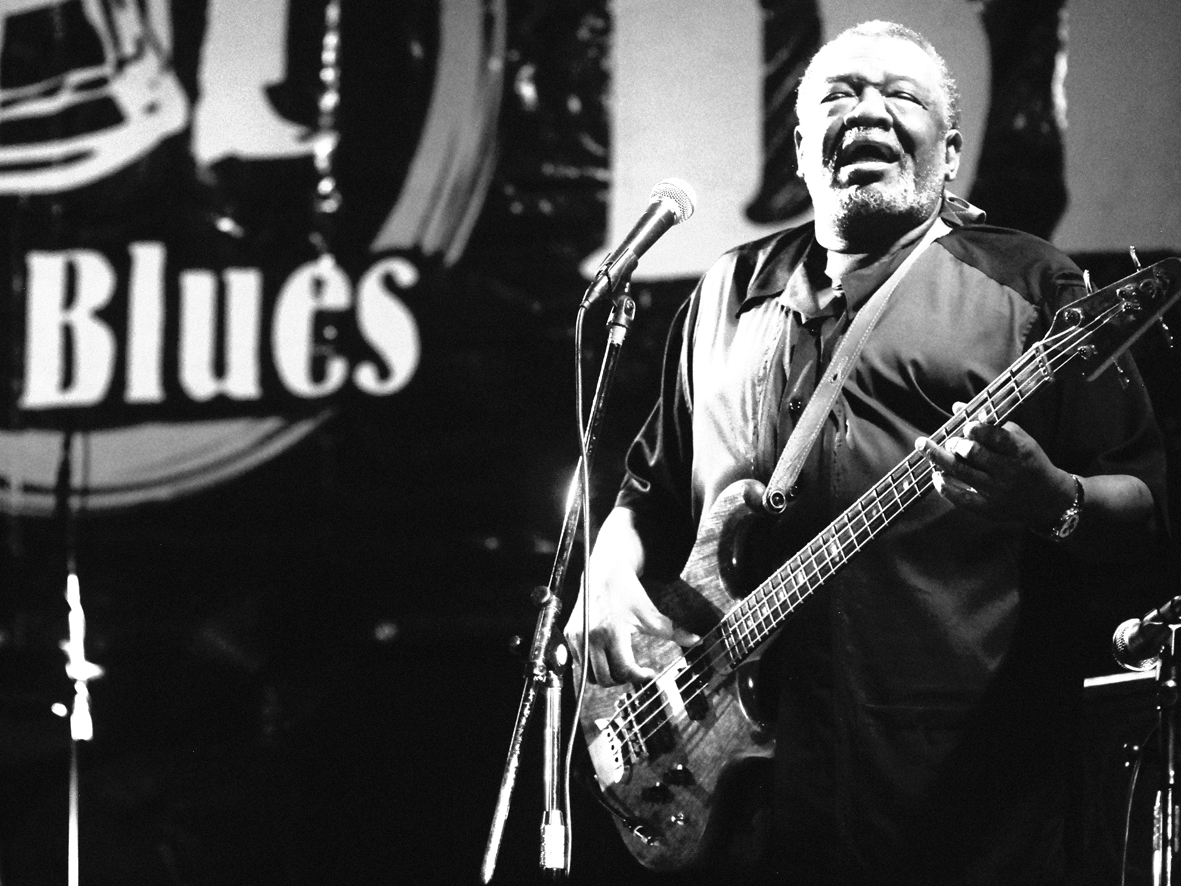
The Holmes Brothers en concert au Liri Blues 2009.

- 1993 : Soul street (Zensor ou Rounder)
- 1996 : Lotto Land (Stony Plain Music)
- 1997 : Promised land  (Rounder)
- 2001 : Speaking in tongues  (Alligator)
- 2003 : Righteous: The Essential Collection  (compilation — Rounder)
- 2004 : Simple truths  (Alligator)
- 2007 : State of grace  (Alligator)
- 2008 : Big Blue Ball : Burn You Up, Burn You Down (Billy Cobham, Peter Gabriel, The Holmes Brothers, Wendy Melvoin, Arona N'Diaye, Jah Wobble — Real World)
- 2010 : Feed My Soul (Alligator)
- 2014 : Brotherhood (Alligator)

## Filmographie
- 2005 : Mountain stage : an evening with ... avec Buddy Guy et Pinetop Perkins (live in Charleston West Virginia)